# Masayoshi Soken
Masayoshi Soken (祖堅 正慶, Soken Masayoshi, La Paz, 10 de janeiro de 1975) é um compositor e projetista de som mais conhecido como o compositor principal dos jogos eletrônicos Final Fantasy XIV e Final Fantasy XVI.

## Biografia
Soken nasceu em 10 de janeiro de 1975 na cidade de La Paz, no estado da Baixa Califórnia do Sul, no México. Se mudou algum depois junto com sua família para Tóquio e estudou química na Universidade de Ciências de Tóquio. Ele teve contato com música desde cedo, com seu pai sendo um trompetista profissional e sua mãe tocando piano. Soken acabou indo atrás de uma carreira musical e acabou contratado como editor e projetista de som na Konami. Foi contratado pela Square em 1998 e seus primeiros trabalhos envolveram principalmente projetos de som e algumas composições em jogos esportivos.
Soken começou a trabalhar em vários RPGs eletrônicos a partir de 2005, tanto como projetitas de som quanto compositor, como por exemplo Drakengard 2, Front Mission 5: Scars of the War, Dawn of Mana e Lord of Vermilion. Foi nomeado diretor de som para Final Fantasy XIV, supervisionando todos os aspectos sonoros do título, como composição musical, efeitos sonoros, mixagem, integração e dublagem. Soken manteve a posição quando o jogo foi relançado em 2013 na forma de Final Fantasy XIV: A Realm Reborn, também assumindo as funções de compositor principal da trilha sonora de suas várias expansões. Durante este período também trabalhou como diretor musical e compositor principal da trilha sonora de Final Fantasy XVI.

## Estilo
Soken aborda suas composições para jogos eletrônicos tendo a experiência do jogador em mente. Ele compõe principalmente usando piano e teclado, mas quando precisa se apresentar ao vivo normalmente prefere tocar a guitarra. Soken creditou sua experiência como projetista e editor de som e voz por ter lhe ajudado a lidar com a pressão de compor para Final Fantasy XIV. Ele também disse ter um cuidado especial para alcançar seus objetivos quando precisa criar novos arranjos para músicas de Final Fantasy originalmente compostas por Nobuo Uematsu para os primeiros títulos da franquia.

## Trabalhos
| Ano  | Título                                               | Notas                                                                              |
| ---- | ---------------------------------------------------- | ---------------------------------------------------------------------------------- |
| 1998 | Evil Night                                           | com Yasuhiro Ichihashi e Yuichi Takamine                                           |
| 2000 | Gekikuukan Pro Baseball: The End of the Century 1999 | com Kenji Ito                                                                      |
| 2002 | Nichibeikan Pro Baseball: Final League               |                                                                                    |
| 2002 | World Fantasista                                     | com Takeharu Ishimoto                                                              |
| 2002 | Kamaitachi no Yoru 2                                 |                                                                                    |
| 2005 | Drakengard 2                                         | Projetista de som                                                                  |
| 2005 | Front Mission 5: Scars of the War                    | Projetista de som                                                                  |
| 2006 | Mario Hoops 3-on-3                                   |                                                                                    |
| 2006 | Dawn of Mana                                         | com Kenji Ito, Tsuyoshi Sekito e Ryuichi Sakamoto                                  |
| 2007 | Elebest                                              | com Ai Yamashita                                                                   |
| 2008 | Nanashi no Game                                      |                                                                                    |
| 2008 | Lord of Vermilion                                    | Projetista de som                                                                  |
| 2009 | Lord of Vermilion II                                 | Projetista de som                                                                  |
| 2009 | Nanashi no Game: Me                                  |                                                                                    |
| 2009 | Noroi no Game: Chi                                   |                                                                                    |
| 2009 | Noroi no Game: Oku                                   |                                                                                    |
| 2009 | Natsu no Arashi! Akinai-chuu                         | Tema de encerramento "Otome no Junjo"                                              |
| 2010 | Final Fantasy XIV                                    | com Nobuo Uematsu, Ryo Yamazaki, Tsuyoshi Sekito e Naoshi Mizuta                   |
| 2010 | Lord of Arcana                                       | Projetista de som                                                                  |
| 2010 | Mario Sports Mix                                     | com Kumi Tanioka                                                                   |
| 2011 | Ikenie no Yoru                                       | com Ai Yamashita                                                                   |
| 2012 | Final Fantasy XIV: A Realm Reborn                    | com Nobuo Uematsu, Tsuyoshi Sekito e Naoshi Mizuta                                 |
| 2013 | Drakengard 3                                         | Editor de som                                                                      |
| 2015 | Final Fantasy XIV: Heavensward                       | com Nobuo Uematsu e Yukiko Takada                                                  |
| 2017 | Final Fantasy XIV: Stormblood                        | com Nobuo Uematsu                                                                  |
| 2019 | Final Fantasy XIV: Shadowbringers                    | com Naoshi Mizuta, Masaharu Iwata e Hitoshi Sakimoto                               |
| 2021 | Final Fantasy XIV: Endwalker                         | com Daiki Ishikawa, Takafumi Imamura e Masaharu Iwata                              |
| 2023 | Final Fantasy XVI                                    | com Takafumi Imamura, Daiki Ishikawa, Saya Yasaki e Justin Frieden                 |
| 2024 | Final Fantasy XIV: Dawntrail                         | com Daiki Ishikawa, Takafumi Imamura, Saya Yasaki, Justin Frieden e Shoya Sunakawa |